# Zurich Grand Prix 1977
Lo Zurich Grand Prix 1977 è stato un torneo di tennis giocato sul cemento. È stata la 1ª edizione dello Zurich Grand Prix, che fa parte del Colgate-Palmolive Grand Prix 1977. Il torneo si è giocato a Zurigo in Svizzera, dal 26 dicembre 1977 al 1º gennaio 1978.

## Campioni

### Singolare maschile
Jan Norback ha battuto in finale  Jacek Niedzwiedzki con il punteggio di 7–5, 6–2

### Doppio maschile
Niki Pilic /  Reinhart Probst hanno battuto in finale  Patrice Hagelauer /  R. Vasselin 6–3, 6–1